# Armando Antonio Ortiz Aguirre
Armando António Ortíz Aguirre (ur. 17 lutego 1952 w Guanajuto) – meksykański duchowny katolicki, biskup diecezjalny Ciudad Lázaro Cárdenas od 2014.

## Życiorys
Święcenia kapłańskie otrzymał 17 czerwca 1977 i inkardynowany został do archidiecezji León. Pracował głównie w archidiecezjalnych seminariach duchownych. W 2004 mianowany proboszczem parafii św. Maksymiliana Kolbego.
20 listopada 2013 papież Franciszek mianował go ordynariuszem Ciudad Lázaro Cárdenas. Sakry biskupiej udzielił mu 5 lutego 2014 abp José Guadalupe Martín Rábago.